# Dipôle de l'océan Indien

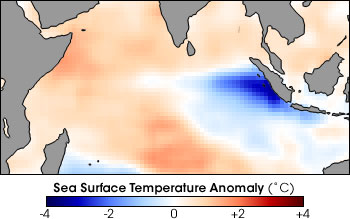
Différences de température dans l'océan indien en 1997

Le dipôle de l'océan Indien (DOI), aussi connu sous le nom d'El Niño indien, est une oscillation irrégulière des températures de surface de la mer, la partie occidentale de l'océan Indien devenant tour à tour plus chaude et plus froide que sa partie orientale. La mousson en Inde est ainsi généralement affectée par la différence de température entre le golfe du Bengale à l'est et la mer d'Oman à l'ouest.

## Description
Le "D.O.I." est un aspect du cycle général du climat mondial qui interagit avec des phénomènes similaires tels que le phénomène El Niño-Oscillation australe (ENSO) dans l’océan Pacifique. Le phénomène fut identifié pour la première fois par des chercheurs en climatologie en 1999,. Le D.O.I. implique une oscillation apériodique des températures de surface de la mer (SST) entre les phases positives, neutres et négatives. Une phase positive se caractérise par des températures de surface de la mer supérieures à la moyenne et des précipitations plus importantes dans la région occidentale de l'océan Indien, avec un refroidissement correspondant des eaux dans l'est de l'océan Indien, ce qui a tendance à provoquer des sécheresses dans les régions limitrophes de l'Indonésie et de l'Australie. La phase négative donne les conditions opposées, avec des eaux plus chaudes et des précipitations plus abondantes dans l'est de l'océan Indien, et des conditions plus fraîches et sèches dans l'ouest.
Une moyenne de quatre événements de DOI positifs/négatifs a lieu au cours de chaque période de 30 ans, chaque événement ayant duré environ six mois. Toutefois, il y a eu 12 DOI positifs depuis 1980, et aucun événement négatif entre 1992 et un puissant événement négatif fin 2010. Les événements consécutifs positifs sont donc extrêmement rares. Seuls deux événements de ce type ont été enregistrés, en 1913-1914, et lors des trois événements consécutifs de 2006 à 2008 qui ont précédé les incendies de végétation du Victoria de 2009 en Australie. La modélisation suggère que des événements positifs consécutifs pourraient survenir deux fois sur une période de 1 000 ans.
Le D.O.I. positif de 2007 a évolué avec la Niña, ce qui est un phénomène qui ne s'est produit qu'une seule fois dans les archives historiques disponibles (en 1967),,,. Un fort DOI négatif s'est développé en octobre 2010, combiné à une forte et concurrente Niña, et a été à l'origine des inondations au Queensland (2010-2011), et de 2011 dans le Victoria.
En janvier 2020, les violents incendies en Australie correspondent à un fort DOI positif, au point d'annuler la saison des pluies dans le Nord.